# Eleição presidencial na Ucrânia em 2014
As eleições presidenciais ucranianas de 2014 foram realizadas em 25 de maio, resultando na eleição de Petro Poroshenko como Presidente da Ucrânia  .  Originalmente programado para ocorrer em 29 de março de 2015, a data foi alterada após a  revolução ucraniana de 2014.
Poroshenko venceu as eleições com 54,7% dos votos, o suficiente para vencer em um único turno. Sua concorrente mais próxima foi Yulia Tymoshenko , que surgiu com 12,81% dos votos.  A Comissão Eleitoral Central  relatou uma participação eleitoral de mais de 60%, excluindo as regiões que não estão sob controle do governo.
As eleições não foram realizadas em toda a Ucrânia. Durante a crise da Crimeia de 2014 , a Ucrânia perdeu o controle sobre a Crimeia , que foi anexada unilateralmente pela Rússia em março de 2014. Como resultado, não foram realizadas eleições na Crimeia. Em Donbass, apenas 20% das urnas estavam abertas devido a ameaças e violência de separatistas pró-Rússia.

## Contexto
Em 21 de novembro de 2013, o Governo de Azarov suspendeu os preparativos para a assinatura de um acordo de associação com a União Europeia. A decisão de adiar a assinatura do acordo de associação levou a protestos massivos em toda a Ucrânia . Isso levou à remoção do presidente Viktor Yanukovych e de seu governo pelo parlamento em fevereiro, como parte da Revolução Ucraniana de 2014 , durante a qual Yanukovych fugiu do país para a Rússia.
Em 22 de fevereiro de 2014, o Verkhovna Rada votou 328-0 para destituir Yanukovych como presidente. Oleksandr Turchynov , vice-presidente da Pátria , que havia sido nomeado presidente da Verkhovna Rada naquele dia, foi nomeado interino primeiro-ministro , e, devido ao depoimento de Yanukovych, presidente interino, até novas eleições poderia ser realizada.  
Numa conferência de imprensa na cidade russa de Rostov-on-Don a 28 de fevereiro, Yanukovych afirmou que não participaria nas eleições, afirmando que "acredito que são ilegais e não vou participar nelas".
Durante a crise da Crimeia de 2014 e a intervenção militar russa , a Ucrânia perdeu o controle sobre a Crimeia , que foi unilateralmente anexada pela Rússia em março de 2014. Como resultado, as eleições não foram realizadas na Crimeia, mas sim ucranianos que a mantiveram sua cidadania ucraniana foi autorizada a votar em outro lugar na Ucrânia.

### Reação russa
Inicialmente, a Rússia se opôs a remarcação da eleição porque o governo russo considerou a remoção do então presidente Viktor Yanukovych ilegal e de seus sucessores temporários uma " ilegítima junta ". Mas em 7 de maio de 2014 o presidente russo,  Vladimir Putin, afirmou que a eleição seria um passo "na direção certa", mas que a votação não decidiria nada a menos que os direitos de "todos os cidadãos" fossem protegidos.
Os EUA e a União Europeia prometeram no início de maio de 2014 que iriam impor novas sanções contra a Rússia (sanções estão em vigor contra a Rússia desde a crise da Crimeia de 2014 ) se isso perturbasse as eleições. No entanto, ao contrário das sanções anteriores, que eram limitadas a indivíduos e empresas, a terceira fase foi definida para atingir setores inteiros da economia russa. Anteriormente, os EUA e a UE acusaram a Rússia de desestabilizar a Ucrânia ao atiçar a rebelião pró-Rússia de 2014 no Leste da Ucrânia, uma acusação que a Rússia negou.

## Resultados

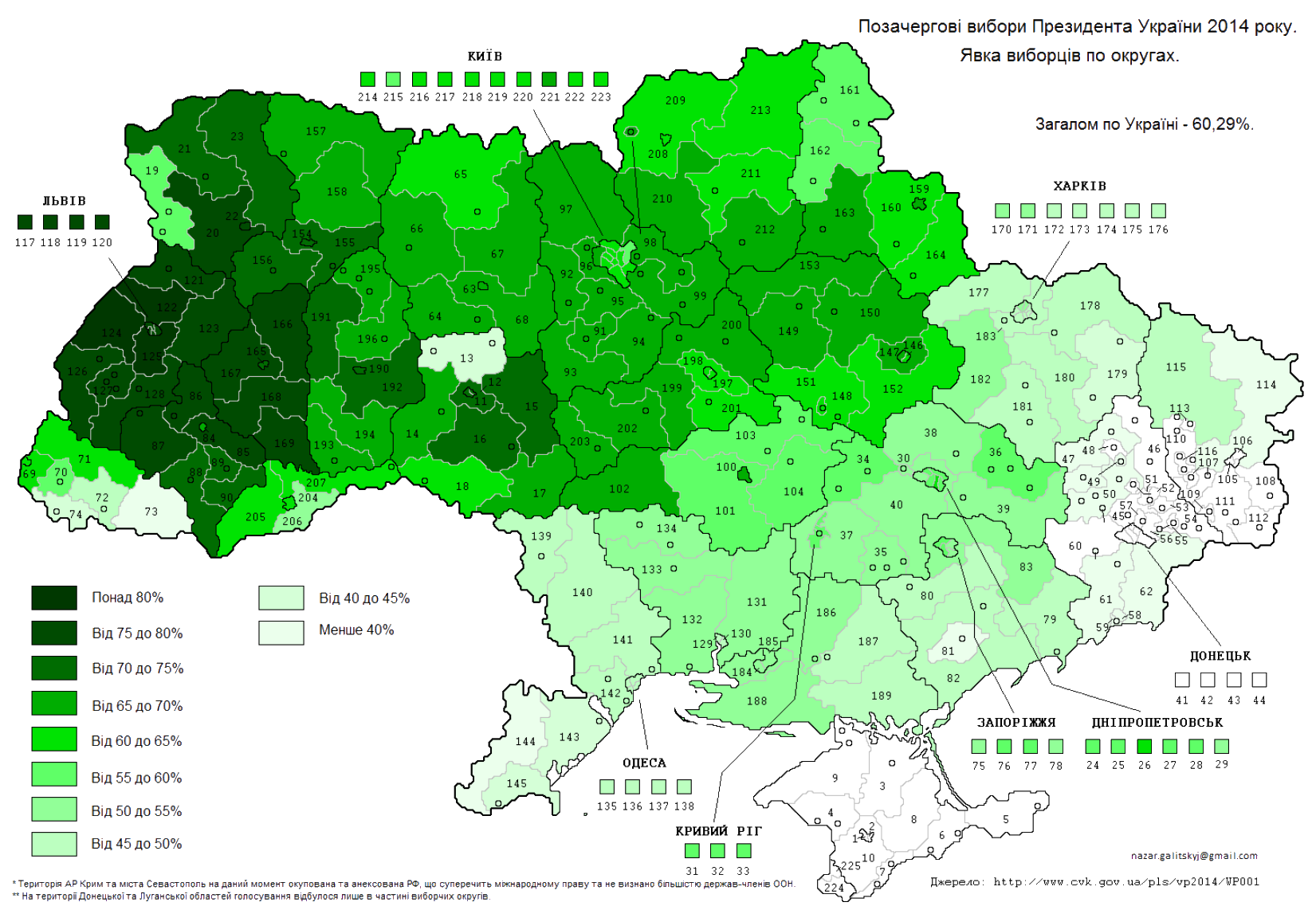
Participação por região

| Candidato                    | Candidato                 | Partido                      | Votos                           | %                     |
| ---------------------------- | ------------------------- | ---------------------------- | ------------------------------- | --------------------- |
|                              | Petro Poroshenko          | Independente                 | 9,857,308                       | 54.70                 |
|                              | Yulia Tymoshenko          | Pátria                       | 2,310,050                       | 12.81                 |
|                              | Oleh Lyashko              | Partido Radical              | 1,500,377                       | 8.32                  |
|                              | Anatoliy Hrytsenko        | Posição Civil                | 989,029                         | 5.48                  |
|                              | Serhiy Tihipko            | Independente                 | 943,430                         | 5.23                  |
|                              | Mykhailo Dobkin           | Partido das Regiões          | 546,138                         | 3.03                  |
|                              | Vadim Rabinovich          | Independente                 | 406,301                         | 2.25                  |
|                              | Olga Bogomolets           | Independente                 | 345,384                         | 1.91                  |
|                              | Petro Symonenko           | Partido Comunista da Ucrânia | 272,723                         | 1.51                  |
|                              | Oleh Tyahnybok            | Svoboda                      | 210,476                         | 1.16                  |
|                              | Dmytro Yarosh             | Setor Direito                | 127,772                         | 0.70                  |
|                              | Andriy Hrynenko           | Independente                 | 73,277                          | 0.40                  |
|                              | Valeriy Konovalyuk        | Independente                 | 69,572                          | 0.38                  |
|                              | Yuriy Boyko               | Independente                 | 35,928                          | 0.19                  |
|                              | Mykola Malomuzh           | Independente                 | 23,771                          | 0.13                  |
|                              | Renat Kuzmin              | Independente                 | 18,689                          | 0.10                  |
|                              | Vasyl Kuybida             | Movimento Popular Ucraniano  | 12,391                          | 0.06                  |
|                              | Oleksandr Klymenko        | Partido Popular Ucraniano    | 10,542                          | 0.05                  |
|                              | Vasyl Tsushko             | Independente                 | 10,434                          | 0.05                  |
|                              | Volodymyr Saranov         | Independente                 | 6,232                           | 0.03                  |
|                              | Zoryan Shkiryak           | Independente                 | 5,021                           | 0.02                  |
| votos inválidos/branco       | votos inválidos/branco    | votos inválidos/branco       | 244,659                         | 1.35                  |
| Total                        | Total                     | Total                        | 18,019,504                      | 100                   |
| Votos registrados/turnout    | Votos registrados/turnout | Votos registrados/turnout    | 29,625,200 (sem FED) 30,099,246 | 60.19 (sem FED) 59,48 |
| Source: CEC[ligação inativa] |                           |                              |                                 |                       |

## Ver tambem
- Revolução ucraniana de 2014
- Eleições presidenciais na Ucrânia